# Transafrik International
Transafrik International és un línia aèria de càrrega amb seu a Angola.

## Història
Transafrik ha estat en funcionament des de 1984. Es tracta d'una línia aèria de càrrega, amb registre de l'avió a la República de São Tomé i Príncipe,que està treballant actualment en contractes de les Nacions Unides i ha estat prèviament en contracte amb el Programa Mundial d'Aliments durant la Guerra Civil angolesa per donar suport. El 2006 Transafrik International va ser instat per l'ONU, que és el seu principal contractista a l'Àfrica, per tornar a registrar la flota en una altra nació per raons de seguretat de l'aviació. Es van dur a terme aproximacions inicials per tornar a registrar la flota de São Tomé i Príncipe (S9) a Uganda (5X). No obstant això, fins a 2008 tots els avions estan sent registrats a São Tomé e Príncipe.
L'aerolínia és de propietat privada, mentre que la direcció o ubicació de la seu no són clares o transparents. Legalment l'empresa està registrada a Guernsey, Illes del Canal, mentre que hi ha oficines operatives a Entebbe (Uganda), Luanda (Angola) i una unitat d'administració a Kempton Park (Sud-àfrica).
Transafrik International va ser creat inicialment per donar suport a l'operació de Roan Selecció Trust International, una empresa d'extracció de diamants. L'oficina central es troba a Grosvenor Street, Londres. El lloc d'extracció de diamants es troba al riu Cuango, només accessible per C130 Hercules. Van establir una àrea d'aterratge curta al lloc. Les mines terrestres col·locades per UNITA impedien als camions MAC d'arribar a la zona, de manera que Christian Rudolph G. Hellinger (CRGH), llavors president de RST Internacional, va crear Transafrik International. CRGH és un ciutadà alemany nascut a Leipzig, Alemanya de l'Est.

## Flota
La flota de Transafrik International fleet compren els següents aparells (agost de 2016):
La flota de l'aerolínia havia inclòs prèviament (març de 2012):
- 5 Lockheed L-100 Hercules[5]

## Accidents i incidents
Almenys 2 avions L-100 arrendats a l'ONU van ser enderrocats a territori controlat per UNITA durant la dècada de 1990.
El 12 d'octubre de 2010 el vol 662 de Transafrik International operat per un Lockheed L-100 Hercules registrat a Uganda, es va estavellar després d'enlairar-se a Kabul. L'accident provocà la mort dels vuit tripulants.